# 朝日化学工業
朝日化学工業株式会社（あさひかがくこうぎょう、英称：Asahi Chemical Co.,Ltd.）は、大阪市中央区高麗橋に本社を置く、金属表面処理剤を中心とする化学品製造企業である。
住化グループの傘下企業である。

## 会社概要
主に鉄鋼等の金属の腐食を抑制する、表面洗浄剤ならびに添加液などの製造をおこなう。他にも耐熱接着剤や耐熱塗料など、特殊な用途の化学薬品の製造が中心となっている。
上記のような化学薬品を主として取り扱っているため、一般的な知名度は低い。また同社と同名の会社が近年になって「ラバークール アイスまくら」なる製品を発売しているが、大阪市中央区高麗橋に本社を持つ朝日化学工業株式会社とは別の会社である他、全国に多数「朝日化学工業」を冠する企業が存在するがいずれも無関係である。